# Hexadactilia
Hexadactilia là một chi bướm đêm thuộc họ Pterophoridae.

## Các loài
- Hexadactilia borneoensis Arenberger, 1995
- Hexadactilia civilis Meyrick, 1921
- Hexadactilia trilobata Fletcher, 1910